# Erioderma leylandii
Erioderma leylandii är en lavart som först beskrevs av Taylor, och fick sitt nu gällande namn av Johannes Müller Argoviensis. Erioderma leylandii ingår i släktet Erioderma och familjen Pannariaceae.   Inga underarter finns listade i Catalogue of Life.